# Leonardo Olschki
Leonardo Olschki (geboren 15. Juli 1885 in Verona; gestorben 7. Dezember 1961 in Berkeley) war ein italienischer Romanist, Italianist, Orientalist und Literaturwissenschaftler deutsch-jüdischer Abstammung mit späterer US-amerikanischer Staatsbürgerschaft.

## Leben und Werk
Olschkis Eltern waren 1883 aus dem Deutschen Reich nach Italien gezogen, wo sein Vater Leo S. Olschki in Verona ein Buchantiquariat gründete. Er wuchs dort, in Venedig (1890 bis 1897) und Florenz zweisprachig auf und studierte ab 1903 in Florenz und in Rom. 1905 ging er nach Deutschland (München, Straßburg, Heidelberg), promovierte bei Karl Vossler über G.B. Guarinis „Pastor Fido“ in Deutschland (Heidelberg 1908) und habilitierte sich 1913 ebenfalls in Heidelberg mit Der ideale Mittelpunkt Frankreichs im Mittelalter in Wirklichkeit und Dichtung  (Heidelberg 1913). Dort wurde er 1918 zum außerordentlichen und 1924 zum ordentlichen Professor für Romanische Philologie ernannt.
Auf einer Gastprofessur in Italien erfuhr er, dass er von den Nationalsozialisten wegen seiner jüdischen Abstammung am 21. August 1933 in den Ruhestand versetzt war. Olschki fand eine Arbeit als Dozent an der Sapienza in Rom, emigrierte aber angesichts der Italienischen Rassengesetze 1939 in die USA. Dort waren die Stationen der schwierigen Integration wie folgt: Johns Hopkins University, Baltimore (schlecht bezahlter „lecturer“), Sweet Briar College, Virginia (1940/41 Substitute teacher of Spanish), Cambridge, Massachusetts, und Harvard (Privatgelehrter), Eugene, Oregon (1943 Army language training program), Kalifornien (1944, Olschkis Ehefrau arbeitet in einer Fabrik), 1945 amerikanische Staatsbürgerschaft; Berkeley, Department of Oriental Languages (research associate) und 1948 lecturer.
1950 Entlassung wegen Ablehnung des Loyalty Oath im Second Red Scare, vorübergehende Rückkehr nach Italien, 1952 Aufhebung der Entlassung und Rückkehr in die USA. 1953 wurde er von der Universität Heidelberg wieder in die Rechte eines emeritierten Professors eingesetzt. Seit 1955 war er korrespondierendes Mitglied der Heidelberger Akademie der Wissenschaften.
Olschki veröffentlichte seine Aufsätze auf Latein, Italienisch, Deutsch, Englisch und Französisch, schrieb aber ab 1933 nicht mehr in deutscher Sprache. Im Alter von 65 lernte er fünf Jahre lang Chinesisch.

## Schriften (Auswahl)
- Paris nach den altfranzösischen nationalen Epen, 1913
- Herausgabe von Dante, La Divina Commedia, Heidelberg 1918, 2. verbesserte Auflage, 1922.
- Geschichte der neusprachlichen wissenschaftlichen Literatur [Vom Mittelalter bis zu Galilei], 3 Bde., Leipzig 1919, 1922, 1927
- Giordano Bruno, Bari 1927
- Die romanischen Literaturen des Mittelalters, Potsdam 1928; 1932
- Manuscrits français à peintures des bibliothèques d’Allemagne, Genève 1932
- La poesia italiana del cinquecento, Firenze 1933
- Struttura spirituale e linguistica del mondo neolatino, Bari 1935
- Storia letteraria delle scoperte geografiche, Firenze 1937 (Nachdruck Firenze  1999)
- Marco Polo’s Precursors, Baltimore 1943; New York 1972
- Guillaume Boucher. A French artist at the courts of the Khans, Baltimore 1946; New York 1969
- The Genius of Italy, New York 1949, London 1950 (Italienisch 1953, deutsch Italien: Genius und Geschichte, Darmstadt  1958)
- The Myth of Felt, Berkeley 1949 cf minix.ch (PDF; 424 kB)
- Dante „Poeta veltro“, Firenze 1953
- L’Asia di Marco Polo, Firenze 1957 (engl. Berkeley 1960)
- Il castello del Re Pescatore e i suoi misteri nel “Conte del Graal” di Chrétien de Troyes, Roma 1961 (englisch Manchester und Berkeley 1966)